# Hōjō Tokiyuki
Hojo Tokiyuki (đọc là Hōjō Tokiyuki/Tokitsura) là một võ tướng thời cuối Kamakura đến thời Nam Bắc Triều, và được biết đến là con trai thứ của Hojo Takatoki, vị Tokuso (Đắc Tông, người đứng đầu gia tộc) cuối cùng của Mạc phủ Kamakura. Ông đã ghi tên mình vào lịch sử thông qua cuộc đối đầu với Ashikaga Takauji, người sáng lập Mạc phủ Muromachi.
Trong Loạn Nakasendai (1335), Tokiyuki nổi dậy với mục tiêu khôi phục Mạc phủ Kamakura, dẫn quân tiến công dọc theo tuyến đường Kamakura và đánh bại Ashikaga Tadayoshi, chiếm lại được Kamakura. Tuy nhiên, chỉ 20 ngày sau, ông bị Ashikaga Takauji đánh đuổi khỏi Kamakura. Sau đó, ông tiếp tục theo phe Nam triều và kiên trì chiến đấu nhằm giành lại Kamakura.
Tokiyuki đã hợp tác với các tướng quân Nam triều như Chinjufu Taishōgun (Trấn thủ Đại Tướng quân) Kitabatake Akiie và Nitta Yoshisada để đánh bại Ashikaga Ujinaga, giành chiến thắng trong các trận đánh tại Thành Sugimoto và Aonohara. Tuy nhiên, ông đã gặp thất bại lớn trong trận Ishizu, dẫn đến cái chết của Akiie. Tokiyuki vẫn tiếp tục tham gia chiến trận và vào năm 1352, ông đã một lần nữa chiếm lại Kamakura, nhưng cuối cùng bị đánh bại bởi quân Ashikaga. Năm sau, ông bị hành quyết.
Cuộc đời Tokiyuki được xem như biểu tượng số phận bi thảm khi ông nỗ lực khôi phục gia tộc Hojo nhưng lại bị cuốn vào dòng chảy thời đại.

## Thân thế

### Tiểu sử
Hojo Tokiyuki sinh ra vào thời kỳ cuối Mạc phủ Kamakura, là con trai thứ của Hojo Takatoki, người đứng đầu dòng chính gia tộc Hojo. Gia tộc Hojo lúc này nắm quyền kiểm soát thực tế Mạc phủ Kamakura. Về mẹ của ông, theo cuốn thứ 10 Taiheiki (Thái Bình Ký), bà được cho là Niidono, một thê thiếp của Takatoki. Tuy nhiên, trong các bản chép tay cổ của Taiheiki, có ghi tên là "Shinden". Nhiều nhà nghiên cứu cho rằng "Shinden" là cách viết đúng, còn Niidono là một lỗi ghi chép.
Ngày sinh chính xác của Tokiyuki không rõ, nhưng vì anh trai ông là Hōjō Kunitoki được sinh vào năm Shōchū thứ 2 (1325), nên có thể suy đoán ông được sinh sau đó. Trong một bức thư Kanazawa Sadaaki năm Gentoku thứ nhất (1329) có nhắc đến "vị tiểu quý tộc mới sinh", và nếu người này là Tokiyuki, thì có thể ông được sinh vào khoảng năm 1329.
Về tên lúc nhỏ của Tokiyuki, có nhiều cách ghi khác nhau trong các tài liệu. Trong Horekianki (保暦間記), ông được gọi là "Katsunagamaru"; trong Umematsu-ron (梅松論), là "Katsujumaru"; trong Taiheiki, là "Kameju"; còn trong Hojo Keizu (北条系図), là "Zenkamaru" hoặc "Kamejumaru". Ngoài ra, trong Lịch sử tỉnh Gunma, ông được gọi là "Kumajumaru". Tokiyuki cũng được biết đến với biệt danh "Sagami Jiro".

### Mạc phủ Kamakura diệt vong
Vào năm Gentoku thứ 3 (1331), cuộc chiến tranh Genkō giữa Mạc phủ Kamakura và Thiên hoàng Go-Daigo nổ ra. Ban đầu, Mạc phủ Kamakura và gia tộc Hojo chiếm ưu thế, nhưng vào năm Genkō thứ 3/Shōkyō thứ 2 (1333), Ashikaga Takauji đã phản bội Mạc phủ và đứng về phía Thiên hoàng Go-Daigo, khiến Rokuhara Tandai (Tham đề Rokuhara, cơ quan cai trị Mạc phủ tại Kyoto) bị tiêu diệt. Cùng năm đó, vào ngày 22 tháng 5, Nitta Yoshisada phát động cuộc tấn công vào Kamakura (trận Higashikashima), dẫn đến Mạc phủ Kamakura thất thủ. Nhiều thành viên quan trọng gia tộc Hojo, bao gồm Hojo Takatoki, đã tự sát, đánh dấu sự sụp đổ Mạc phủ Kamakura.
Trong lúc đó, Hojo Tokiyuki đã thoát khỏi Kamakura nhờ sự giúp đỡ của Suwa Moritaka, một người hầu cận gia tộc Tokuso, và tránh được nguy hiểm. Sau khi trốn thoát, Tokiyuki, còn nhỏ tuổi, đã được đưa đến tỉnh Shinano (nay là tỉnh Nagano) và được gia tộc Suwa che chở. Ông sống dưới sự bảo vệ của Suwa Shintō, một nhánh Thần đạo (Shintō), tập trung chủ yếu vào việc thờ phụng thần Suwa, Đền chính là Suwa-Taisha. Trong khi đó, anh trai Tokiyuki, Hōjō Kunitoki (tên lúc nhỏ là Manjumaru), cùng với người hầu của mình là Godaiin Muneshige, đã cố gắng chạy trốn khỏi Kamakura, nhưng Muneshige phản bội và giao nộp Kuniyuki cho Nitta Yoshisada, dẫn đến việc Kunitoki bị bắt và hành quyết.

### Tân chính Kemmu
Sau khi Mạc phủ Kamakura sụp đổ, Thiên hoàng Go-Daigo đã khởi xướng Tân chính Kemmu (1333 - 1336), một thời kỳ cải cách chính trị. Tuy nhiên, trong thời gian này, nhiều cuộc nổi dậy đã diễn ra trên khắp Nhật Bản. Phần lớn các cuộc nổi dậy này do những người từng ủng hộ gia tộc Hojo, những người đã phục vụ Mạc phủ Kamakura, đứng lên phát động. Cụ thể, các cuộc nổi dậy gia tộc Hojo đã xảy ra tại tám khu vực: phía bắc Oshu, bắc Kyushu, nam Kanto, Hyuga, Kii, Nagato, Iyo, và Kyoto. Những khu vực này thường là những nơi mà gia tộc Hojo từng đảm nhiệm chức vụ Shugo (Thủ hộ) hoặc là các lãnh thổ cũ của họ trong thời kỳ Mạc phủ Kamakura.
Mặc dù các cuộc nổi dậy này mang tên gia tộc Hojo, nhưng thực tế không phải lúc nào gia tộc Hojo cũng là người chủ mưu. Thay vào đó, nhiều võ sĩ địa phương, do không hài lòng với chính quyền Kemmu của Thiên hoàng Go-Daigo, đã lợi dụng tên tuổi gia tộc Hojo như một biểu tượng để tập hợp lực lượng và tiến hành các cuộc nổi dậy. Những võ sĩ này, vốn có lòng trung thành với gia tộc Hojo, đã khởi binh để bảo vệ quyền lợi của mình và sử dụng tên Hojo như một lá cờ hiệu.
Hơn nữa, Thiên hoàng Go-Daigo được cho là đã tỏ ra lạnh nhạt với gia tộc Hojo và những người từng ủng hộ họ trong quá trình cai trị Tân Chính Kemmu. Hầu hết các gia tộc từng trung thành với Hojo, ngoại trừ một vài trường hợp hiếm hoi, không được tham gia vào các cơ quan chính quyền trung ương tân chính. Điều này dẫn đến việc các gia tộc liên quan đến Hojo bị loại trừ khỏi quyền lực, và sự bất mãn của họ ngày càng lớn, dẫn đến hàng loạt các cuộc nổi dậy.

### Tái chiếm Kamakura
Vào năm Kemmu thứ 2 (1335), tàn dư gia tộc Hojo cùng những người ủng hộ đã tập hợp lại để khởi nghĩa chống lại sự cai trị Tân chính Kemmu do Thiên hoàng Go-Daigo lãnh đạo. Hojo Tokiyuki đã phát động cuộc nổi dậy này, gọi là Loạn Nakasendai, tại tỉnh Shinano, với sự hỗ trợ từ Suwa Yorishige, con trai Suwa Tokitsugu và các võ tướng của Suwa Shinto. Dưới trướng Tokiyuki còn có các võ sĩ Đông quốc như gia tộc Chiba, cùng với các võ sĩ từng phục vụ chính quyền Kemmu nhưng đã phản bội. Đây là một cuộc nổi dậy quy mô lớn.
Quân đội Tokiyuki đầu tiên đã đánh bại Ogasawara Sadamune, người đang giữ chức vụ shugo tỉnh Shinano, sau đó tiến quân vào tỉnh Kozuke (nay là tỉnh Gunma). Quân của Ashikaga Tadayoshi, em trai của Ashikaga Takauji, được phái đến để dẹp loạn, nhưng Tokiyuki đã giành chiến thắng liên tiếp tại các trận đánh ở Onnakagehara, Kotesashihara và Fuchu. Vào ngày 25 tháng 7, ông đã thành công trong việc chiếm lại Kamakura, một thành mang tính biểu tượng cho chế độ võ sĩ.
Ngay sau khi chiếm lại Kamakura, Ashikaga Tadayoshi đã rút lui khỏi thành và trong lúc đó, ông đã sát hại Hoàng tử Morinaga, con trai Thiên hoàng Go-Daigo, người đang bị giam giữ tại Kamakura. Mặc dù Morinaga là người có công lớn trong cuộc nổi dậy Genko, nhưng dưới thời Tân Chính Kemmu, ông đã thất sủng và bị giam cầm. Việc Tadayoshi giết Morinaga có thể xuất phát từ nỗi lo Tokiyuki sẽ lợi dụng Morinaga làm biểu tượng cho cuộc khởi nghĩa, nhưng theo nhà sử học Kameda Toshikazu, Tokiyuki có thể đã hướng tới việc hợp tác với triều đình Jimyōin-tō (sau này là Bắc triều), do đó khả năng liên minh với Morinaga là không cao. Do vậy, hành động của Tadayoshi có thể xuất phát từ lo sợ Morinaga sẽ trở thành gánh nặng, hoặc do lo ngại Morinaga sẽ liên kết với Tokiyuki.
Mặc dù việc chiếm lại Kamakura là một chiến thắng lớn đối với Tokiyuki, nhưng ông nhanh chóng bị đẩy lui bởi cuộc phản công của Ashikaga Takauji. Trong thời gian này, Kamakura trở thành chiến trường các cuộc tranh giành quyền kiểm soát giữa gia tộc Hojo và gia tộc Ashikaga.

#### Loạn Nakasendai
Vào ngày 22 tháng 7 năm Kemmu thứ 2 (1335), Tokiyuki đánh bại Ashikaga Tadayoshi và thành công trong việc chiếm lại Kamakura. Tuy nhiên, chiến thắng này không kéo dài. Thông tin về việc Kamakura bị chiếm đã đến kinh đô Kyoto vào khoảng ngày 25-26 tháng 7, và Ashikaga Takauji ngay lập tức yêu cầu Thiên hoàng Go-Daigo cho phép tiến quân về phía Đông để dẹp loạn. Tuy nhiên, yêu cầu này bị từ chối, và thay vào đó, vào ngày 1 tháng 8, con trai Thiên hoàng là Hoàng tử Nariyoshi được bổ nhiệm làm Seitō Taishōgun (Đông Di Đại Tướng Quân). Mặc dù vậy, Takauji vẫn dẫn quân đi mà không có sự chấp thuận chính thức, và Thiên hoàng sau đó buộc phải công nhận ông làm Seitō Shōgun (Đông Di Tướng Quân) vào ngày 2 tháng 8.
Khi Tokiyuki cố gắng đối đầu với Takauji tại Kamakura, một cơn bão đã tấn công khu vực, gây ra thảm họa khi Đại Phật Điện Kamakura đổ sập, làm hơn 500 binh sĩ thiệt mạng. Thảm họa này giáng một đòn nặng nề vào quân đội Tokiyuki. Đến ngày 9 tháng 8, trong trận chiến tại Hashimoto, thuộc tỉnh Totomi (nay là thành phố Kosai, tỉnh Shizuoka), Tokiyuki đã thất bại trước quân đội của Takauji. Dù tiếp tục chiến đấu dũng cảm, ông liên tiếp thua trận và cuối cùng bị dồn vào đường cùng tại Kamakura.
Vào ngày 19 tháng 8, các tướng lĩnh quan trọng Tokiyuki như Suwa Yorishige và con trai Suwa Tokitsugu đã tự sát, và phòng tuyến Kamakura sụp đổ. Theo tác phẩm Taiheiki, 43 lãnh chúa đã tự sát tại Đại Ngự Đường (大御堂) trong thời điểm này, mặc dù con số này có thể bị phóng đại. Riêng Tokiyuki đã thoát khỏi Kamakura và tiếp tục sống sót.
Mặc dù chỉ kiểm soát Kamakura trong khoảng 20 ngày ngắn ngủi, nhưng cuộc nổi dậy Tokiyuki đã được gọi là "Loạn Nakasendai" vì nó đánh dấu sự chuyển giao quyền lực giữa gia tộc Hojo và gia tộc Ashikaga. Cuộc nổi dậy này là một biểu tượng cho sự nỗ lực cuối cùng của tàn dư gia tộc Hojo để khôi phục quyền lực, nhưng nó đã nhanh chóng bị dập tắt bởi sự thống trị đang trỗi dậy của gia tộc Ashikaga.

### Mạc phủ Muromachi
Hojo Tokiyuki, sau khi cha ông là Hojo Takatoki bị tiêu diệt và gia tộc Hojo bị lật đổ, đã chọn đứng về phía Nam Triều trong cuộc nội chiến Nam Bắc triều (1336–1392), đối đầu với Mạc phủ Muromachi do Ashikaga Takauji lãnh đạo. Lý do Tokiyuki quyết định theo Nam triều có nhiều cách giải thích khác nhau.
Theo Taiheiki, Tokiyuki không mang mối thù cá nhân với Thiên hoàng Go-Daigo, người đã lật đổ gia tộc Hojo. Thay vào đó, ông lại căm phẫn Ashikaga Takauji. Điều này xuất phát từ việc Takauji từng chịu ơn gia tộc Hojo, nhưng đã phản bội và phá hủy Mạc phủ Kamakura, sau đó lại tiếp tục phản bội Thiên hoàng để thành lập Mạc phủ Muromachi. Tokiyuki cùng các thành viên gia tộc đã thề trả thù Takauji và do đó quyết định quy phục Nam triều để tiếp tục cuộc chiến chống lại Takauji.
Theo nhà nghiên cứu lịch sử Ienaga Junji, ban đầu Tokiyuki có liên kết với Thượng hoàng Kōgon của Bắc triều (Hokuchou). Tuy nhiên, sau sự kiện Takauji và Kōgon hợp tác để khôi phục triều đại của họ, Tokiyuki cảm thấy bị phản bội. Điều này được cho là nguyên nhân khiến ông quyết định chuyển sang liên kết với Nam triều, đứng về phía Thiên hoàng Go-Daigo.
Nhà nghiên cứu Suzuki Yumi cho rằng mặc dù Taiheiki có yếu tố hư cấu, nhưng nó phần nào phản ánh tâm lý Tokiyuki và gia tộc Hojo. Bà lập luận rằng, mặc dù Ashikaga không chính thức là chư hầu của Hojo, nhưng mối quan hệ lâu dài và ân nghĩa đã biến Ashikaga thành "chư hầu trung thành" theo quan niệm võ sĩ đạo thời Kamakura. Sự phản bội của Ashikaga Takauji vì thế là một cú sốc lớn đối với Tokiyuki, và điều này có thể là nguyên nhân thúc đẩy ông chọn con đường đối đầu với Mạc phủ Muromachi.
Sau khi gia nhập Nam triều, Tokiyuki hợp tác với các tướng lĩnh Nam triều như Nitta Yoshiharu và Nitta Yoshiaki, con trai của Nitta Yoshisada - người đã trực tiếp phá hủy gia tộc Hojo và tiêu diệt Takatoki. Điều này cho thấy Tokiyuki không hành động vì tư thù với Nitta mà vì mục tiêu lớn hơn là đối đầu với Takauji. Suzuki Yumi cho rằng Tokiyuki hiểu rằng cuộc tấn công vào Kamakura không phải do Nitta mà là do mệnh lệnh của Takauji.

### Tái chiếm Kamukara lần thứ hai
Vào năm Engen thứ 2/Kenmu thứ 4 (năm 1337), Hōjō Tokiyuki trở lại phe Nam triều và hưởng ứng cuộc viễn chinh của Chinju-fu Taishōgun (Trấn Thủ Phủ Đại Tướng quân) Kitabatake Akiie bằng cách khởi binh. Cuộc viễn chinh của Akiie nhằm chiếm lại Kinh đô, và Tokiyuki cũng tham gia, một lần nữa hướng tới mục tiêu chiếm lại Kamakura.
Theo Taiheiki, Tokiyuki dẫn 5.000 kỵ binh khởi binh tại tỉnh Izu, tiến quân đến Ashigara và Hakone. Nitta Yoshihiro cũng dẫn 20.000 kỵ binh từ tỉnh Kōzuke tiến về Musashi. Quân đội của Akiie nhờ sự hưởng ứng này mà tăng lên đến 100.000 kỵ binh, nhưng con số này được cho là phóng đại trong "Taiheiki".
Ngày 23 tháng 12 cùng năm, liên quân của Akiie và Tokiyuki tấn công Kamakura và sau một trận chiến ác liệt, họ đã tiêu diệt tướng giữ thành Shiba Ienaga, và chiếm được Kamakura (Trận chiến lâu đài Sugimoto). Tokiyuki đã thành công chiếm lại Kamakura lần thứ hai.
Năm sau, vào ngày 2 tháng 1 năm Engen thứ 3/Kenmu thứ 5 (năm 1338), Akiie và Tokiyuki xuất phát từ Kamakura hướng về Kinh đô. Tokiyuki giành chiến thắng trước Kō no Moroyasu (em trai của Kō no Moronao) tại trận chiến Suma (tại sông Nagara) và cũng thắng trong trận chiến tại Aonohara, đánh bại Kō no Morofuyu và Toki Yoritō.
Tuy nhiên, do quân lực tiêu hao, Akiie và Tokiyuki buộc phải từ bỏ việc tiến quân về Kinh đô và chuyển quân về tỉnh Ise. Có nhiều giả thuyết về việc Akiie  không hợp lực với Nitta Yoshisada, Nam Triều Tổng Đại Tướng. Trong Taiheiki, Akiie được cho là không muốn bị Yoshisada cướp công. Tuy nhiên, nhà nghiên cứu lịch sử Nhật Bản Sato Shinichi cho rằng, có khả năng Tokiyuki kiên quyết phản đối việc hợp lực với Yoshisada vì Yoshisada là kẻ thù đã giết cha mình. Ngược lại, Suzuki Yumi bác bỏ giả thuyết này, lập luận rằng không có mối thù nào giữa Tokiyuki và gia tộc Nitta, và Tokiyuki đã từng hợp tác chiến đấu với con cái của Yoshisada.
Cuối cùng, Akiie và Tokiyuki tiếp tục tiến quân nhằm chiếm Kinh đô, nhưng vào ngày 22 tháng 5 năm thứ 3 năm Engen thứ 3/Kenmu thứ 5 (năm 1338), họ thua trận lớn trước phe Ashikaga tại trận Ishizu (nay thuộc thành phố Sakai, tỉnh Osaka), Akiie tử trận. Sau thất bại này, quân Nam triều dưới sự lãnh đạo của Kitabatake Akiie bị tan rã, nhưng Tokiyuki sống sót và một lần nữa biến mất khỏi lịch sử.
Về sau, có nhiều giả thuyết khác nhau về tung tích của Tokiyuki. Theo Sano Hon Keizu, cùng năm đó, Tokiyuki đã cố gắng hộ tống Hoàng tử Narihito (sau này là Thiên hoàng Go-Murakami) rời Ise, nhưng do bão, việc xuất phát thất bại và ông đã sống tại Ise. Trong Taiheiki, có ghi chép rằng Tokiyuki cùng với Hoàng tử Muneyoshi vào thành Iijō tại tỉnh Tōtōmi (nay thuộc thành phố Hamamatsu, tỉnh Shizuoka).

### Tái chiếm Kamakura lần thứ ba
Năm Shōhei thứ 7 (1352), Hojo Tokiyuki đã lợi dụng sự hỗn loạn do Cuộc nổi loạn Kannō để tiến hành cuộc tấn công và chiếm lại Kamakura lần thứ ba. Vào thời điểm này, trong nội bộ Mạc phủ Muromachi đã nổ ra cuộc tranh giành chính trị giữa Ashikaga Takauji và người em trai của ông là Ashikaga Tadayoshi. Cuộc xung đột này đã phát triển thành cuộc xung đột vũ trang toàn quốc, được gọi là Cuộc nổi loạn Kannō. Nam triều đã tận dụng sự hỗn loạn này và lên kế hoạch chiếm lại cả Kyoto và Kamakura.
Vào tháng 2 năm Shōhei thứ 7 (1352), quân Nam triều chiếm được Kyoto. Cùng thời điểm đó, tại vùng Tōgoku (vùng Đông Nhật Bản), hai anh em Nitta Yoshiharu và Nitta Yoshimune đã khởi binh tại tỉnh Kōzuke, còn tại tỉnh Shinano, gia tộc Suwa đã khởi binh theo lệnh hoàng tử Muneyoshi. Đáp lại lời kêu gọi từ quân Nam triều ở miền Đông, Hojo Tokiyuki đã tham gia cùng đội quân của Nitta Yoshiharu và chuẩn bị cho kế hoạch chiếm lại Kamakura.
Vào ngày 20 tháng 2 nhuận, Tokiyuki cùng Nitta Yoshiharu đã tiến công Kamakura và đánh bại Ashikaga Motouji (con trai của Ashikaga Takauji và là Kamakura Kubō đầu tiên), qua đó chiếm giữ thành công Kamakura. Đây là lần thứ ba Tokiyuki chiếm lại Kamakura, và cũng là lần cuối cùng trong cuộc đời ông thành công trong việc này.
Sau khi chiếm được Kamakura, Tokiyuki và Yoshiharu đã di chuyển đến vùng Miura thuộc tỉnh Sagami, nơi họ có khả năng tìm kiếm sự hỗ trợ từ gia tộc Miura. Vào ngày 28 tháng 2, Ishito Yoshimoto từ phe Ashikaga đã tấn công Kamakura, nhưng Tokiyuki và Yoshiharu, cùng với Miura Takamichi, đã đánh bại cuộc tấn công này. Tuy nhiên, sau đó không rõ Tokiyuki có tiếp tục tham gia quân đội Yoshiharu hay không.
Sự kiểm soát của Nam triều đối với Kamakura không kéo dài. Vào ngày 28 tháng 2 nhuận, Ashikaga Takauji đã đánh bại hoàng tử Muneyoshi và Nitta Yoshimune tại trận Kotesashihara (thuộc tỉnh Saitama ngày nay) và giành lại Kamakura. Đến ngày 15 tháng 3, quân Ashikaga cũng đã chiếm lại Kyoto, khiến Nam triều chỉ tồn tại trong thời gian ngắn nữa. Sau sự kiện này, gần như không có thông tin gì về Tokiyuki, và lại một lần nữa biến mất khỏi vũ đài lịch sử.

### Qua đời
Vào ngày 20 tháng 5 năm Shōhei thứ 8/Bunna thứ 2 (1353), Tokiyuki cuối cùng đã bị bắt bởi quân Ashikaga và bị xử tử tại Ryuukou ở Fujisawa, tỉnh Kanagawa ngày nay. Theo các ghi chép, Tokiyuki được cho là qua đời ở độ tuổi giữa 20. Cùng với ông, các cận thần như Nagasaki Suruga Shiro và Kudou Jirou cũng bị xử tử.
Một trong những yếu tố giúp gia tộc Hojo tiếp tục chống lại nhà Ashikaga sau khi Mạc phủ Kamakura sụp đổ là tinh thần chiến đấu mãnh liệt của gia tộc Hojo, vốn mang trong lòng lòng thù hận sâu sắc với nhà Ashikaga. Đồng thời, lợi ích tương hợp giữa các võ sĩ địa phương Nam triều và việc họ sử dụng danh nghĩa gia tộc Hojo như một biểu tượng quyền lực "tiền triều" cũng đóng vai trò quan trọng trong việc kéo dài cuộc chiến này.
Ngày Tokiyuki bị hành quyết, 22 tháng 5, cũng trùng với ngày cha ông, Hojo Takatoki, tự sát khi Mạc phủ Kamakura sụp đổ cách đó đúng 20 năm. Sự trùng hợp này tượng trưng cho mối liên kết mang tính biểu tượng giữa số phận Mạc phủ Kamakura và cuộc đời Tokiyuki.

## Nơi ẩn trốn
Ở vùng Ina của tỉnh Nagano (Thung lũng Ina và thành phố Ina), có một số địa điểm được cho là nơi Hōjō Tokiyuki đã ẩn náu trước khi diễn ra Cuộc nổi dậy Nakasendai:
- Goshodaira, Mitsuyoshi, thị trấn Takato
- Kakurekubo, tại dinh thự Gonden, ngoài khu vực Tōdō Midōgaito, thị trấn Takato
- Dinh thự Tokiyuki, Fukuchi, quận Inafu
- Dinh thự Tono, dinh thự Tonoya, và dinh thự Kamakura tại Shitoku, làng Nakagawa
- Kokedani, Ōkawara, làng Ōshika, quận Shimoina

Những địa điểm này được coi là những nơi mà Tokiyuki đã lẩn trốn trong thời kỳ đầy biến động đó.

## Hình ảnh

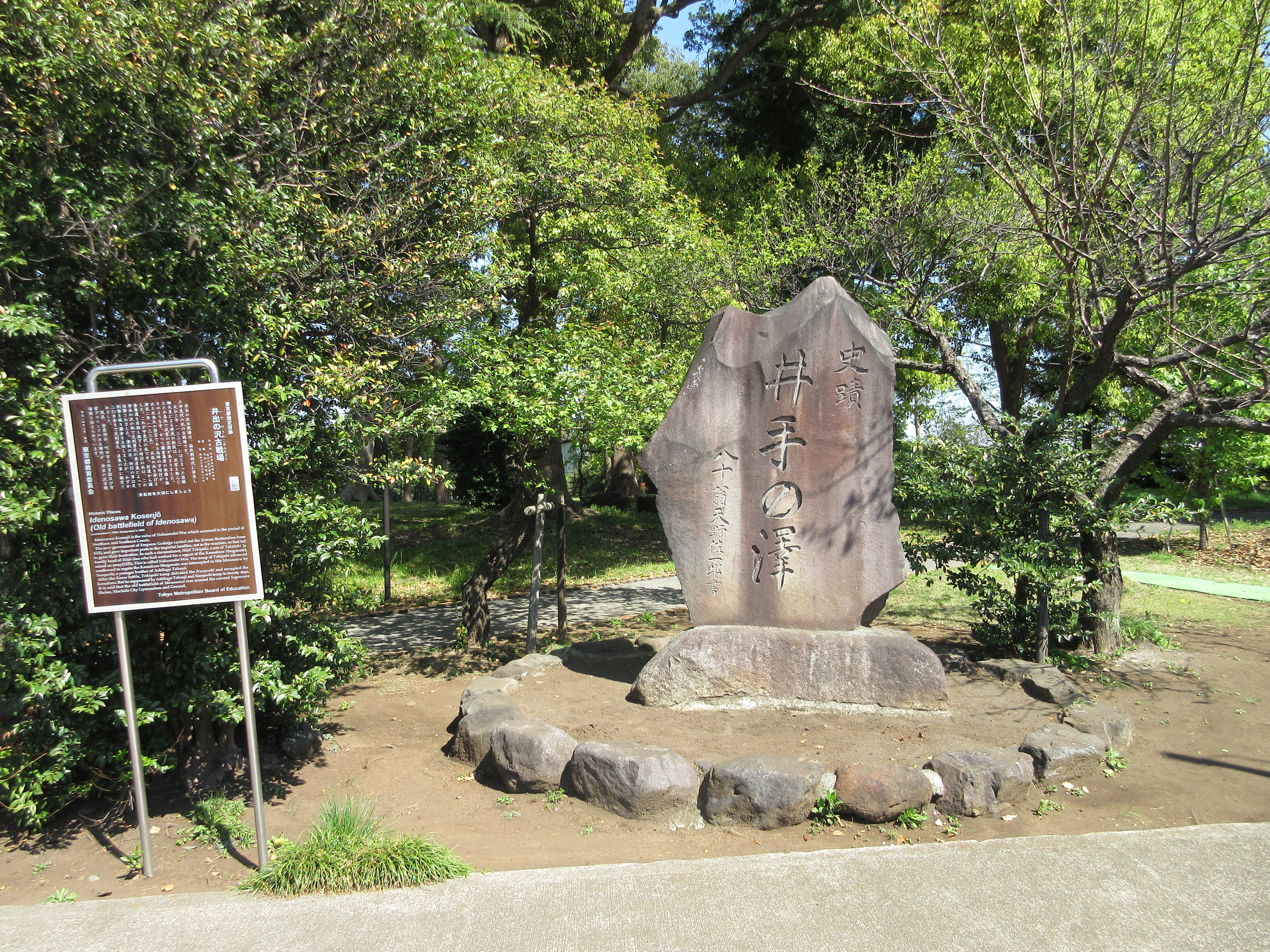
Bia chiến trường cổ Idenosawa: Nằm phía sau đền Sugawara, tại thành phố Machida, Tokyo, đây là nơi ghi dấu một trận chiến cổ, gắn liền với các sự kiện lịch sử trong khu vực.
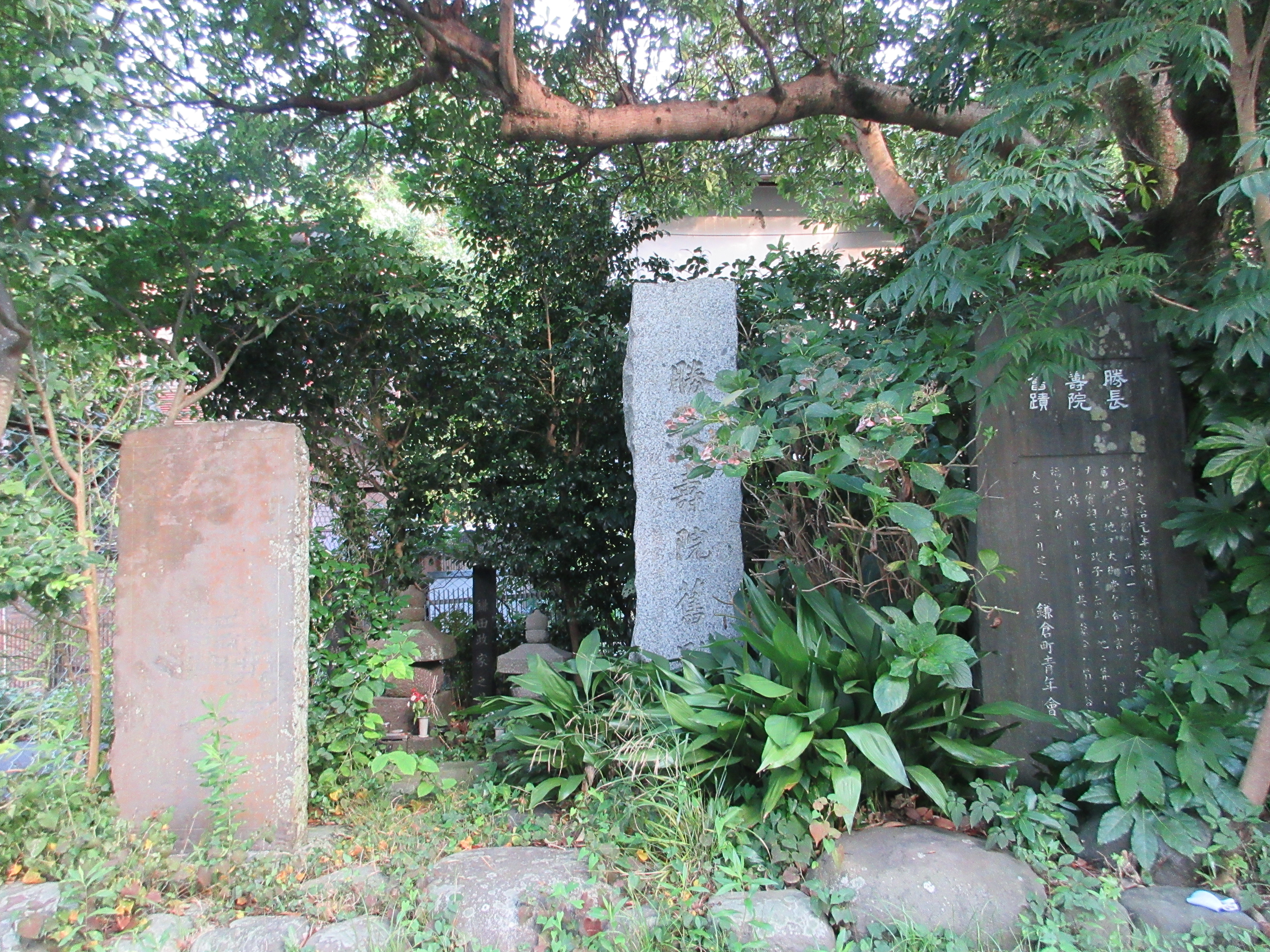
Di tích Chùa Shōjū-in: Đây là nơi 43 người, bao gồm Suwa Yorishige và con trai Tokitsugu, đã tự sát. Di tích này lưu lại dấu vết của một sự kiện bi thảm trong lịch sử, ghi dấu sự hy sinh của dòng họ Suwa.
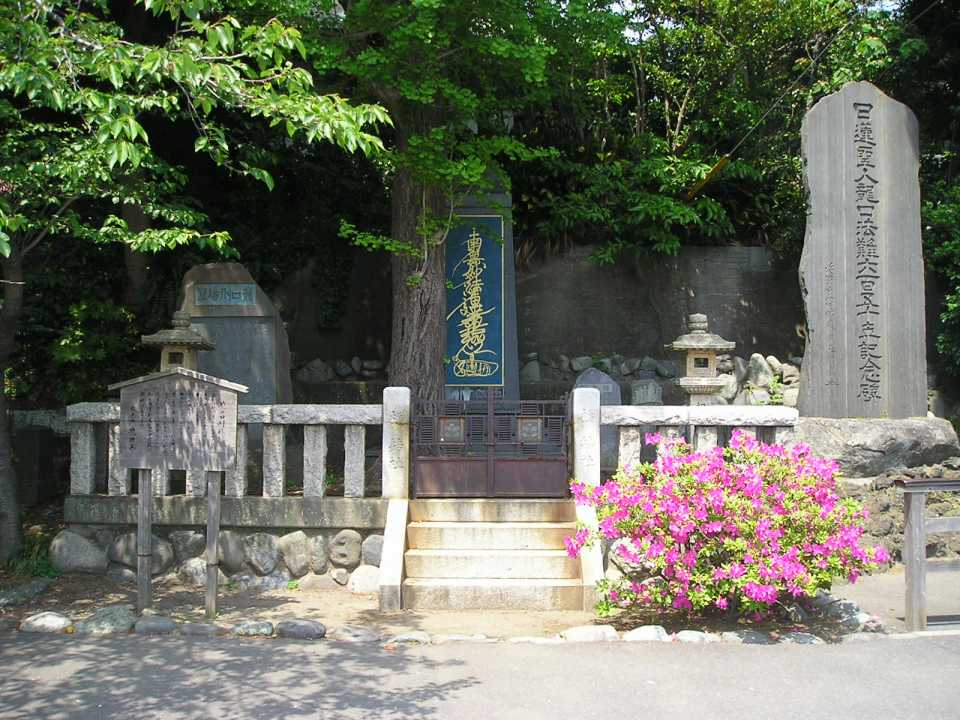
Di tích hành quyết Ryūkuchi: Nơi được cho là nơi Hōjō Tokiyuki đã kết thúc cuộc đời. Di tích này nằm tại khu vực hành quyết Ryūkuchi, một địa điểm có ý nghĩa lịch sử, truyền lại câu chuyện về cái kết bi thương của Tokiyuki.